# Lubomír Batelka
Lubomír Batelka (ur. 28 maja 1975) – czeski żużlowiec.

## Życiorys
Brązowy medalista młodzieżowych indywidualnych mistrzostw Czech (1995). Uczestnik półfinału indywidualnych mistrzostw świata juniorów (Mšeno 1996 – XIII miejsce). Finalista indywidualnych mistrzostw Europy (Heusden Zolder 2001 – XVI miejsce). Wielokrotny finalista indywidualnych mistrzostw Czech (najlepszy wynik: Divišov 1999 – VIII miejsce).
W latach 1998–1999 startował w lidze polskiej w barwach klubu Śląsk Świętochłowice.